# Lourdesgrot (Uikhoven)

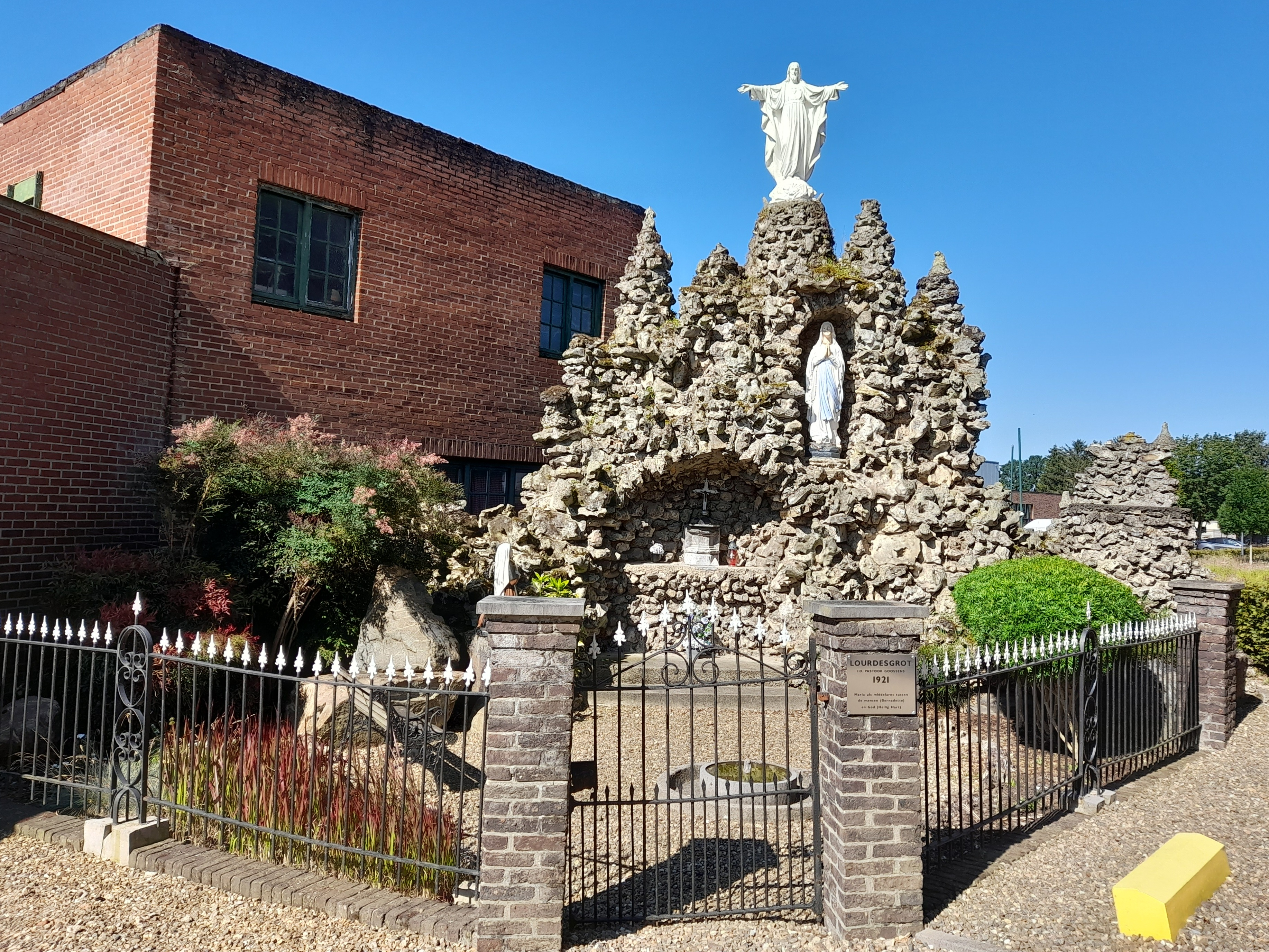
De Lourdesgrot te Uikhoven (2024)

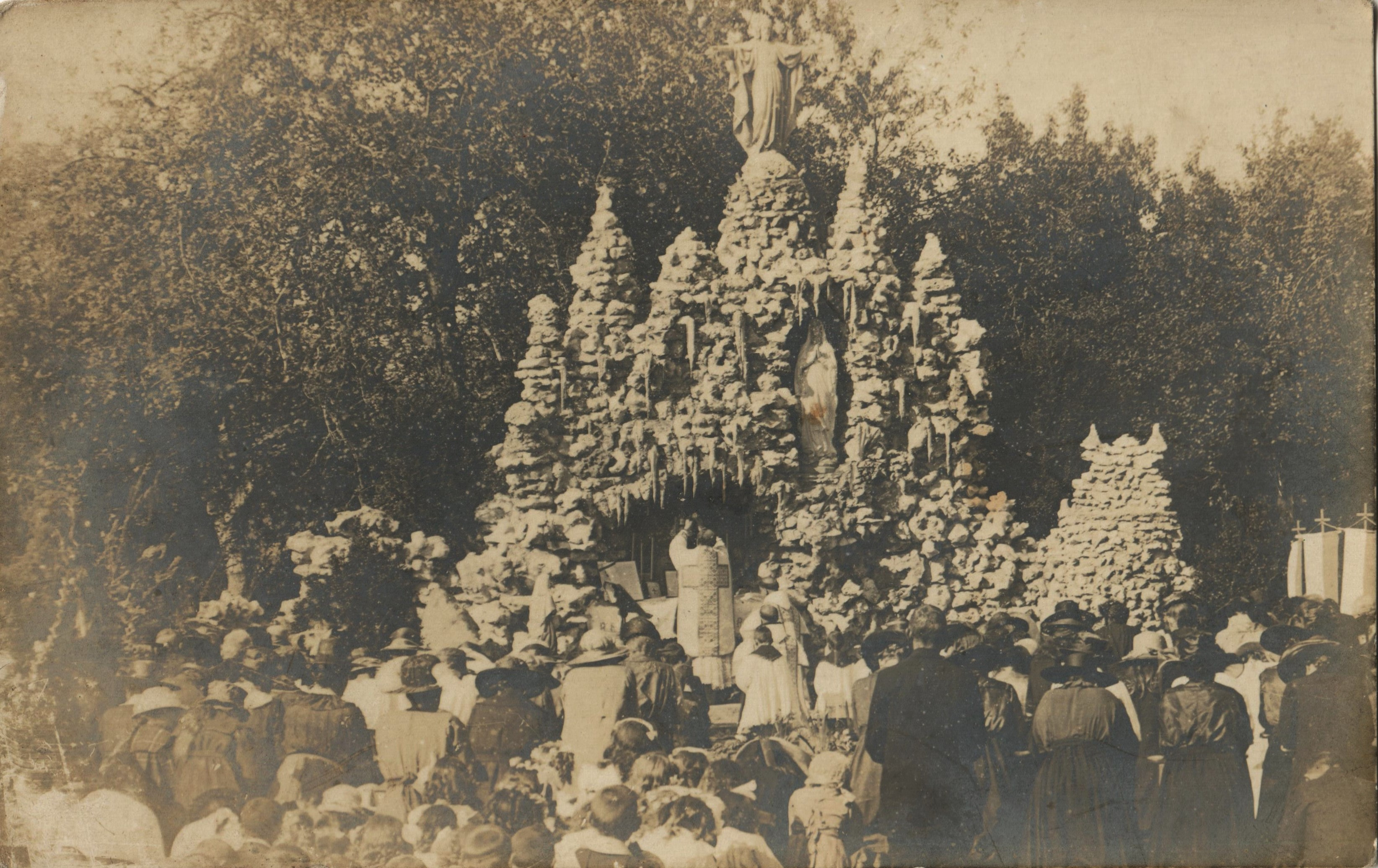
De grot in 1921

De Lourdesgrot in Uikhoven, bij de Sint-Niklaaskerk, werd kort na de Eerste Wereldoorlog in 1921 gebouwd. Het was een initiatief van pastoor Jozef Hendrik Goossens (Opglabbeek, 30 mei 1875 - Uikhoven, 4 april 1957). Hij was pastoor van 1915 tot 1957.

## Geschiedenis
Voor 1914 was er één pelgrim uit Uikhoven die op bedevaart naar Lourdes trok. Vanaf 1918 werd Lourdes populair en pastoor Goossens bracht voor families in Uikhoven foto's mee van de Lourdesgrot daar. Hij kwam met het idee om op kleinere schaal de grot van Lourdes na te bouwen op het kerkplein. Louis Conings metste stenen uit de Maastrichtse kalkovens bij elkaar en Leo Hauben sleepte met zijn paarden grote keien uit de nabijgelegen Maas om het berglandschap van Lourdes mee te imiteren. Een beeld van een knielende Bernadette met een kaars in haar hand kreeg een plaats in de grot, Maria kwam boven de nis voor het altaar en een Heilig-Hartbeeld met uitgestrekte armen stond op de top. Het ontwerp van de pastoor plaatste Maria als middelares tussen de mensen (Bernadette) en God (Heilig-Hart). De buitenpreekstoel werd de plaats voor een Maria-sermoen.
Tussen 11 juli 2015 tot 11 juli 2016 werd de grot hersteld. De gehele restauratie was vrijwilligerswerk van de familie Gerets-Bollen. Ook de afgebroken hand van Bernadette werd teruggevonden en weer hersteld.

## Fontein
Aan de grot is een fontein, het water daarvoor kwam via een buis uit een vergaarbak in de kerktoren. Het water moest eerst in emmers naar boven worden gesjouwd. De fontein functioneerde enkel tijdens de zondagen van de maand mei.

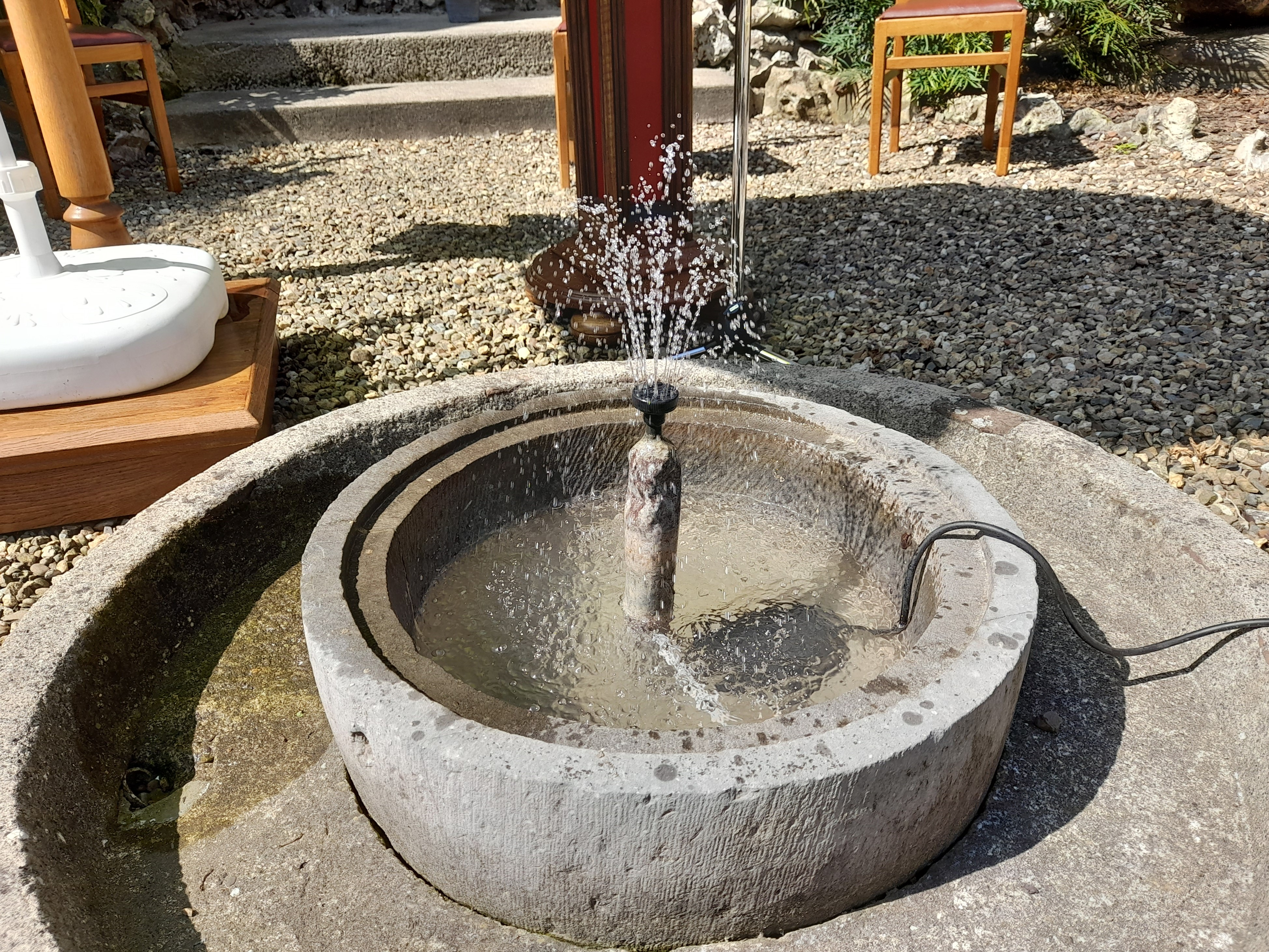
Fontein aan de grot
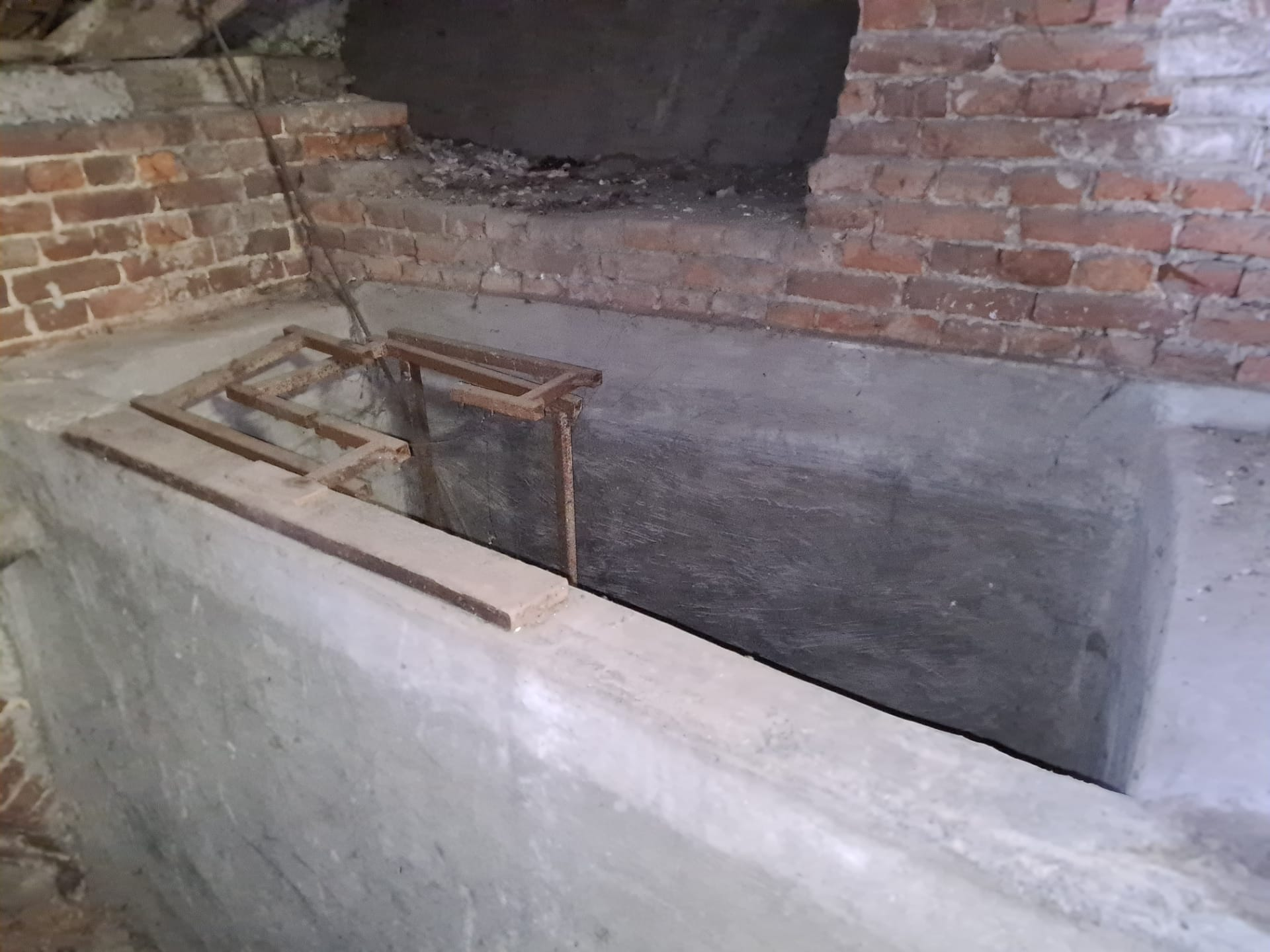
Vergaarbak in de kerktoren